# ديبورا كابريولو
ديبورا كابريولو (مواليد 3 مايو 1968) هي ممثلة إيطالية، أشتهرت لدورها في فيلم بابريكا.

## روابط خارجية
- ديبورا كابريولو على موقع IMDb (الإنجليزية)
- ديبورا كابريولو على موقع أول موفي (الإنجليزية)
- ديبورا كابريولو على موقع قاعدة بيانات الفيلم (الإنجليزية)
- ديبورا كابريولو على موقع كينوبويسك (الروسية)